# باربی در نقش راپانزل
باربی در نقش راپانزل (انگلیسی: Barbie as Rapunzel) که در ایران با نام راپونزل و قلم جادویی نیز شناخته می‌شود، یک پویانمایی رایانه‌ای فانتزی است که در اکتبر ۲۰۰۲ به صورت ویدئویی و دی‌وی‌دی منتشر شد و اولین نمایش تلویزیونی آن در نیکلودئون در ۲۴ نوامبر ۲۰۰۲ پخش شد.
این فیلم دومین عنوان از مجموعه فیلم‌های باربی است و کلی شریدن صداپیشگی باربی را برعهده دارد. طرح این انیمیشن از افسانۀ آلمانی راپانزل اقتباس شده‌است.
باربی در نقش راپانزل نامزد هشت جایزه انحصاری دی‌وی‌دی بود که برندۀ بهترین موسیقی‌متن و بهترین کاراکتر انیمیشن برای آنتاگونیست اصلی خود «گاتل» شد.